# Parlamentswahl in Marokko 2016

Partei für Gerechtigkeit und Entwicklung (PJD; 125 Sitze)
Partei der Authentizität und Modernität (PAM; 102 Sitze)
Istiqlal (PI; 46 Sitze)
Nationale Sammlung der Unabhängigen (RNI; 37 Sitze)
Volksbewegung (MP; 27 Sitze)
Sozialistische Union der Volkskräfte (USFP; 20 Sitze)
Konstitutionelle Union (UC; 19 Sitze)
Partei des Fortschritts und des Sozialismus (PPS; 12 Sitze)
Sonstige (7 Sitze)

Am 7. Oktober 2016 fand die zweite Parlamentswahl in Marokko nach der Verfassungsänderung sowie der Parlamentswahl des Jahres 2011 statt.

## Vorgeschichte
In den gemäß Verfassung alle 5 Jahre vorgesehenen Parlamentswahlen werden insgesamt 395 Parlamentssitze vergeben, davon 305 über Parteilisten in 92 Wahlbezirken. Die weiteren 90 Sitze werden über eine sogenannte „nationale Liste“ gewählt, welche für Frauen (60 Sitze) und für Abgeordnete, die jünger als 40 Jahre sind (30 Sitze) reserviert ist.

## Wahl
Der 7. Oktober 2016 als Wahltermin wurde im Januar 2016 von der Regierung bekanntgegeben. Als Frist für den Eintrag in die Wahllisten wurde der 8. August 2016 festgelegt. Der offizielle Zeitraum für den Wahlkampf wurde ebenfalls bestimmt – vom 24. September bis 6. Oktober 2016.
Von rund 15,7 Millionen eingetragenen Wahlberechtigten stimmten 42,29 % über die insgesamt 395 zu vergebenden Parlamentssitze ab. Während die Gesamtzahl der eingetragenen Wähler also gegenüber der letzten Wahl deutlich stieg, sank die prozentuale Beteiligung derselben leicht. 24 Parteien oder nationale Listen traten zur Wahl an, 7 weniger als in der letzten Parlamentswahl.

### Wahlergebnis
Stärkste Partei wurde erneut die Partei für Gerechtigkeit und Entwicklung (PJD) mit 125 Sitzen (plus 18 Sitze) vor der Partei der Authentizität und Modernität (PAM) mit 102 Sitzen (plus 55 Sitze). Sie waren damit auch die einzigen Parteien, die ihr Ergebnis im Vergleich zur bisherigen Sitzverteilung deutlich stärken konnten, während die meisten anderen Parteien teils deutlich an Sitzen verloren.
| Partei | Partei                                            | Ausprägung                                          | Führender Kopf                              | Resultate 2011               | Resultate 2016               |
| ------ | ------------------------------------------------- | --------------------------------------------------- | ------------------------------------------- | ---------------------------- | ---------------------------- |
|        | Partei für Gerechtigkeit und Entwicklung (PJD)    | Konservatismus, Islamismus, Wirtschaftsliberalismus | Saadeddine Othmani Abdelillah Benkirane     | 22,8 % der Stimmen 107 Sitze | 27,9 % der Stimmen 125 Sitze |
|        | Partei der Authentizität und Modernität (PAM)     | königstreu, progressiv                              | Ilyas El Omari                              | 11,1 % der Stimmen 47 Sitze  | 21,0 % der Stimmen 102 Sitze |
|        | Istiqlal oder „Partei der Unabhängigkeit“ (PI)    | Konservatismus, Nationalismus                       | Abdelhamid Chabat (ehem. Ministerpräsident) | 11,9 % der Stimmen 60 Sitze  | 10,7 % der Stimmen 46 Sitze  |
|        | Nationaler Zusammenschluss der Unabhängigen (RNI) | Liberalismus, Mitte-rechts                          | Aziz Akhannouch                             | 11,3 % der Stimmen 52 Sitze  | 9,4 % der Stimmen 37 Sitze   |
|        | Volksbewegung (MP)                                | Royalismus, Vertretung des ländlichen Raums         | Mohand Laenser                              | 7,5 % der Stimmen 32 Sitze   | 6,9 % der Stimmen 27 Sitze   |
|        | Sozialistische Union der Volkskräfte (USFP)       | Sozialdemokratie                                    | Driss Lachgar                               | 8,6 % der Stimmen 39 Sitze   | 6,2 % der Stimmen 20 Sitze   |
|        | Konstitutionelle Union (UC)                       | Royalismus, Konservatismus, Wirtschaftsliberalismus | Mohammed Sajid                              | 5,8 % der Stimmen 23 Sitze   | 4,7 % der Stimmen 19 Sitze   |
|        | Partei des Fortschritts und des Sozialismus (PPS) | Sozialismus                                         | Mohamed Nabil Benabdallah                   | 5,7 % der Stimmen 18 Sitze   | 4,5 % der Stimmen 12 Sitze   |
|        | Demokratische und Soziale Bewegung (MDS)          | Konservativismus                                    | Abdessamad Archane                          | x,x % der Stimmen 2 Sitze    | 1,4 % der Stimmen 3 Sitze    |
|        | Föderation der demokratischen Linken (FGD)        | Sozialismus                                         | (nein)                                      | 0,0 % der Stimmen 0 Sitze    | 2,8 % der Stimmen 2 Sitze    |
|        | Partei der Einheit und der Demokratie (PUD)       | Sozialismus                                         | Ahmed Fitri                                 | x,x % der Stimmen 1 Sitz     | 0,4 % der Stimmen 1 Sitz     |
|        | Partei der linken Grünen Marokkos (PGVM)          | Sozialismus, Grüne Politik                          | Mohammed Fares                              | x,x % der Stimmen 1 Sitz     | 0,4 % der Stimmen 1 Sitz     |

## Regierungsbildung
Gemäß der Verfassung beauftragte König Mohammed VI. den Führer der stimmenstärksten Partei mit der Regierungsbildung. Der bisherige Ministerpräsident Abdelillah Benkirane begann umgehend mit Verhandlungen zur Bildung einer neuen Koalitionsregierung, musste jedoch im Februar sein Scheitern eingestehen.
Am 15. März 2017 wurde er daher von Mohammed VI. als Regierungschef offiziell entlassen, sowie zwei Tage später sein Parteikollege Saadeddine Othmani mit der Regierungsbildung betraut. Nur eine Woche später verkündet Othmani am 25. März die erfolgreiche Koalitionsbildung. Es ist die Fortsetzung der letzten Koalition unter Einbeziehung der USFP als neue Regierungspartei. Am 5. April 2017 wurde die neue Regierung offiziell vom König bestätigt.